# マグラ (メーカー)

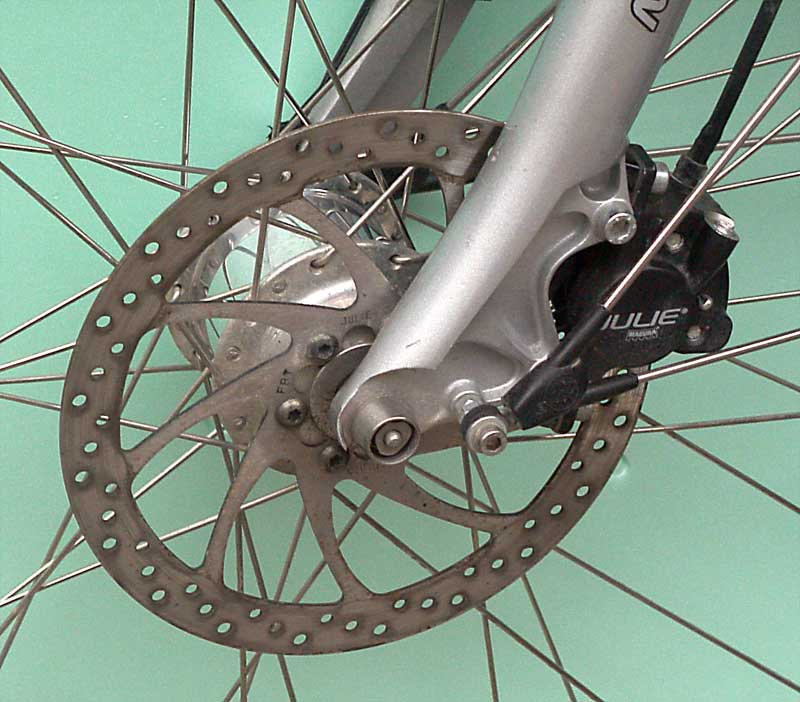
油圧ディスクブレーキJULIE

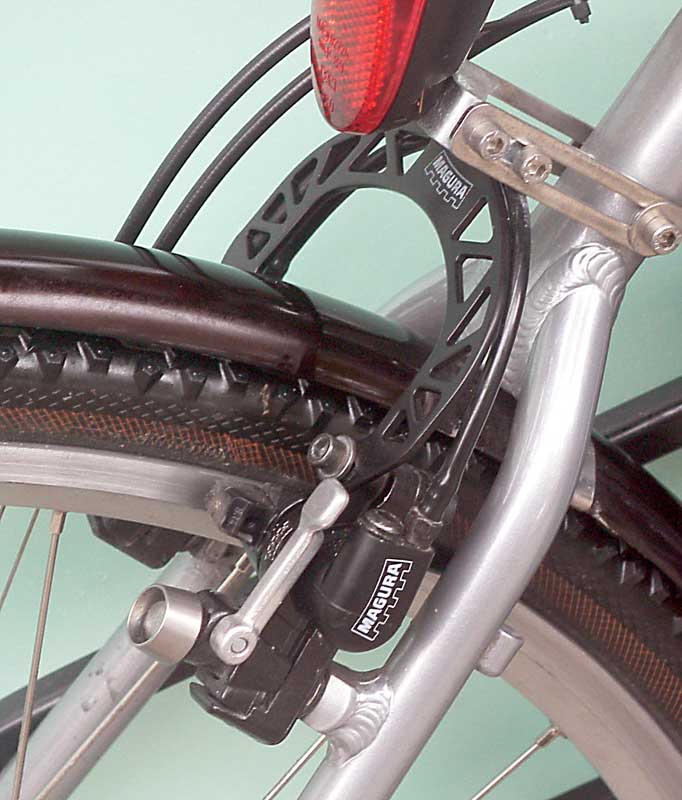
油圧リムブレーキHS33

マグラ（独: Magura ）は、ドイツの機械部品メーカー。主に自転車と二輪車の部品、特にブレーキやサスペンションなど、ハンドル周りで油圧を利用した部品を主に製造している。
もともとはその高い切削技術を駆使し、ハンドルバーや油圧ブレーキなどをBMW、モト・グッツィ、プジョーなどの二輪車メーカーにOEM供給していた。
現在の主力商品は、自転車用油圧ディスクブレーキとサスペンションフロントフォーク、二輪車用油圧ディスクブレーキと油圧クラッチ、その他農機用のブレーキ・クラッチ類や射出成形部品などである。特にマウンテンバイクに使用されるディスクブレーキとサスペンションフロントフォークは高い評価を得ており、北京オリンピッククロスカントリー女子で金メダルを獲得したザビーネ・シュピッツのバイクにも使用されていた。